# Bistra (Zagreb)
Bistra é uma vila e município da Croácia localizado no condado de Zagreb